# Église Saint-Maurice de Roccaforte Mondovì
L'église Saint-Maurice  (Pieve di San Maurizio en italien) se dresse sur le flanc d’une colline à environ un demi kilomètre au sud du village de Roccaforte Mondovì, dans la région italienne du Piémont.
Bâtie en style roman au début du XIe siècle, elle abrite de rares exemples de fresques romano-byzantines.

## Histoire
Les premiers documents qui attestent de la fondation de l'église remontent aux années 1001 et 1011 comme "capella quod est edificata In onore santi petri" (chapelle de Saint Pierre).
À l'époque, le bâtiment se composait d'une seule nef avec une abside qui, peu après dans le même siècle, a été agrandie par l'allongement de la nef principale, la construction de la tour intégrée dans le côté gauche de la façade et l'ajout d'une autre nef plus petite sur la droite.
Les matériaux pour la construction, des pierres grossièrement taillées, des cailloux de la rivière Ellero, le style du clocher décoré par la bande lombarde, révèlent clairement l'appartenance de l'église à l'époque romane.
L'église a été soumise à restauration en 2002 et est en bon état.
L'église est toujours ouverte au culte et peut être visitée grâce à des bénévoles.

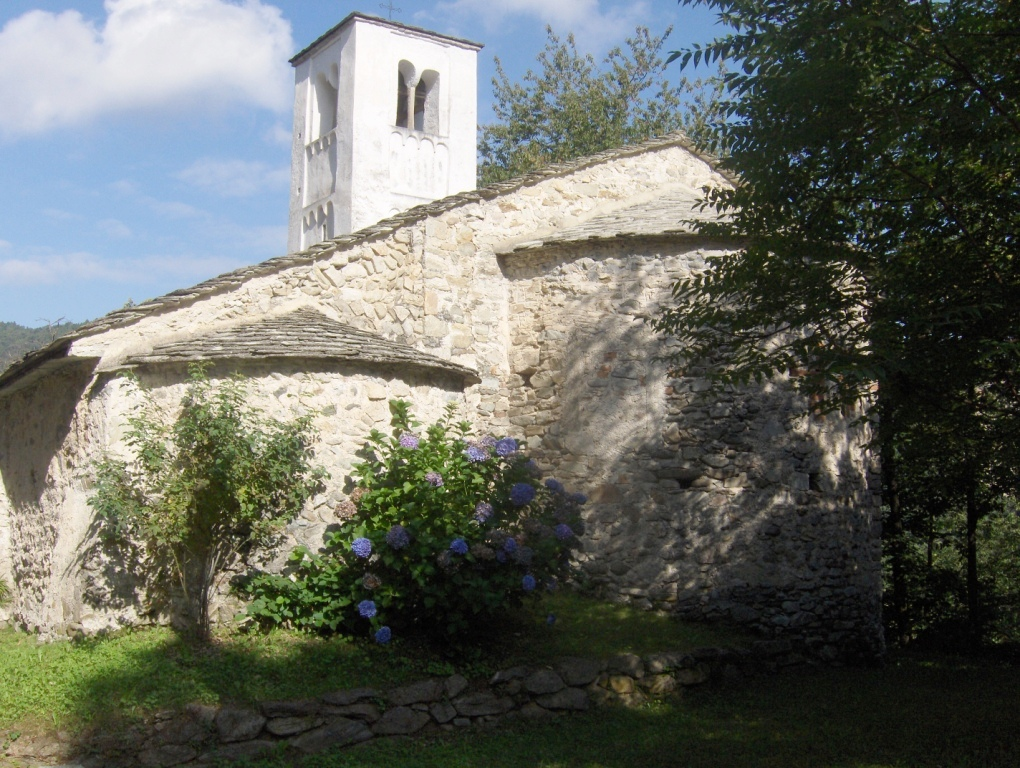
Vue de la partie arrière

## Intérieur
Le cycle de fresques de la petite abside en style romano-byzantin qui remonte au XIe siècle représente l'un des rares témoignages restants au Piémont.
Les fresques, d'auteur anonyme, représentent le Christ entouré de séraphins avec les symboles des quatre Évangélistes. La partie inférieure met en scène des figures d'animaux et de monstres.
Sur l'arc, à droite, est représentée l'arrestation de Jésus et le baiser de Judas Iscariote, tandis que plus bas figure la scène d'un duel.
Dans l'abside majeure, les traces de trois figures représentent un lion ailé et deux personnages dotés d’auréole.
Sur le mur de droite de la nef sont peintes des scènes du cycle biblique de la Genèse : l'arbre du bien et du mal avec le Serpent, Adam et Ève, l'offrande d'Abel.
Toujours sur le flanc de l'abside principale, on peut voir la fresque de la Vierge et l'Enfant avec saint Constant datée de 1486 et attribué au peintre de Mondovi Giovanni Mazzucco.
Au centre de l'abside principale, une fresque du XVIIe siècle représente Saint Maurice à genoux, habillé comme un chevalier.

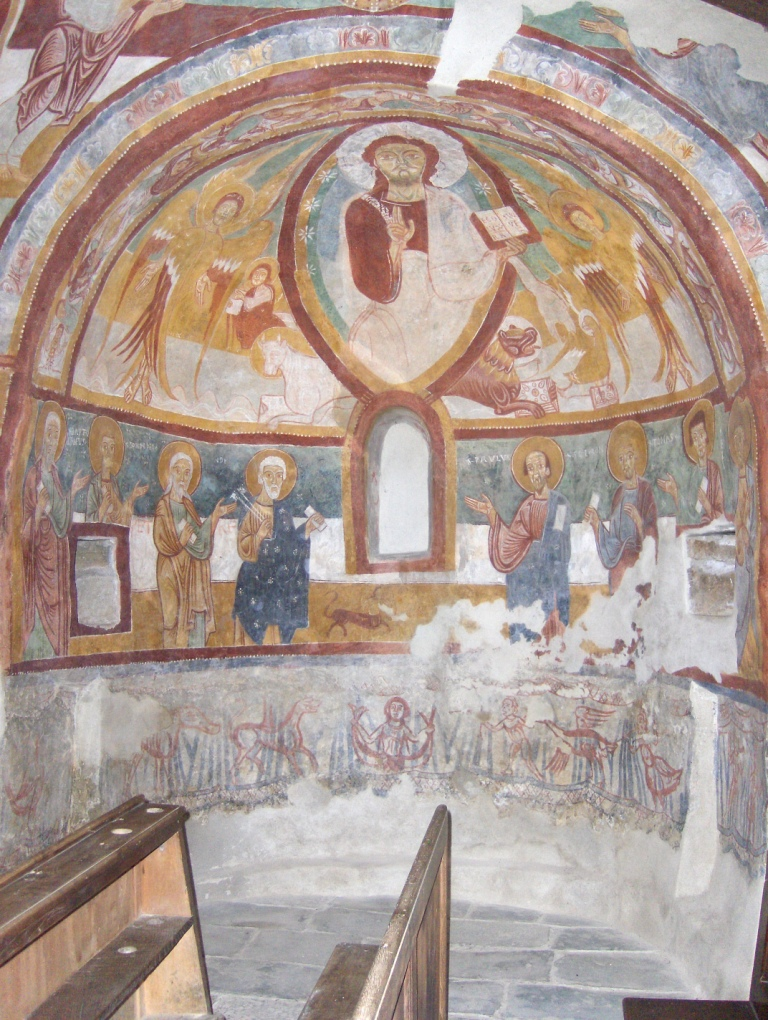
Fresques de style romano-byzantin
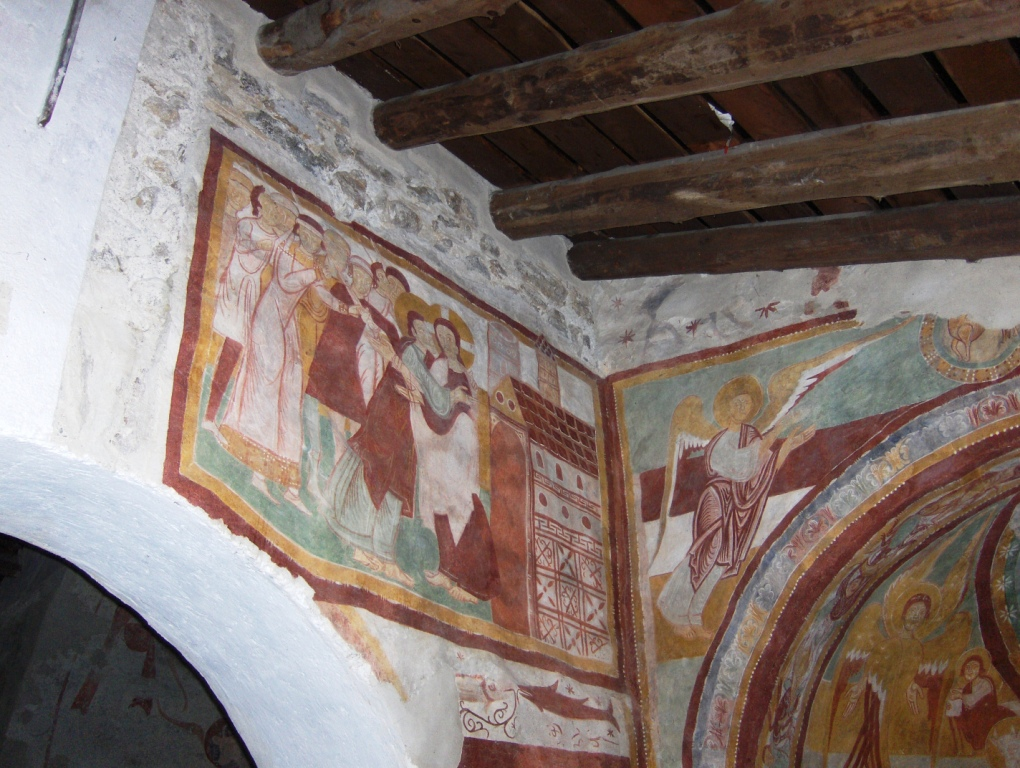
Fresque représentant «  le baiser de Judas »
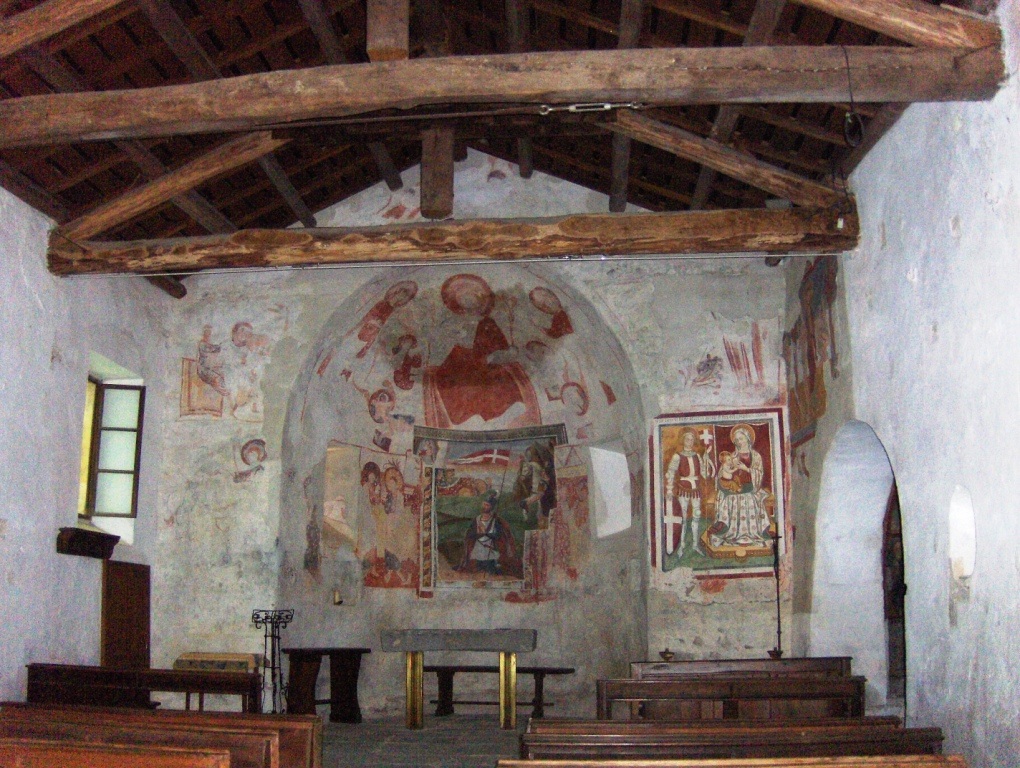
Vue d'ensemble de l'abside principale
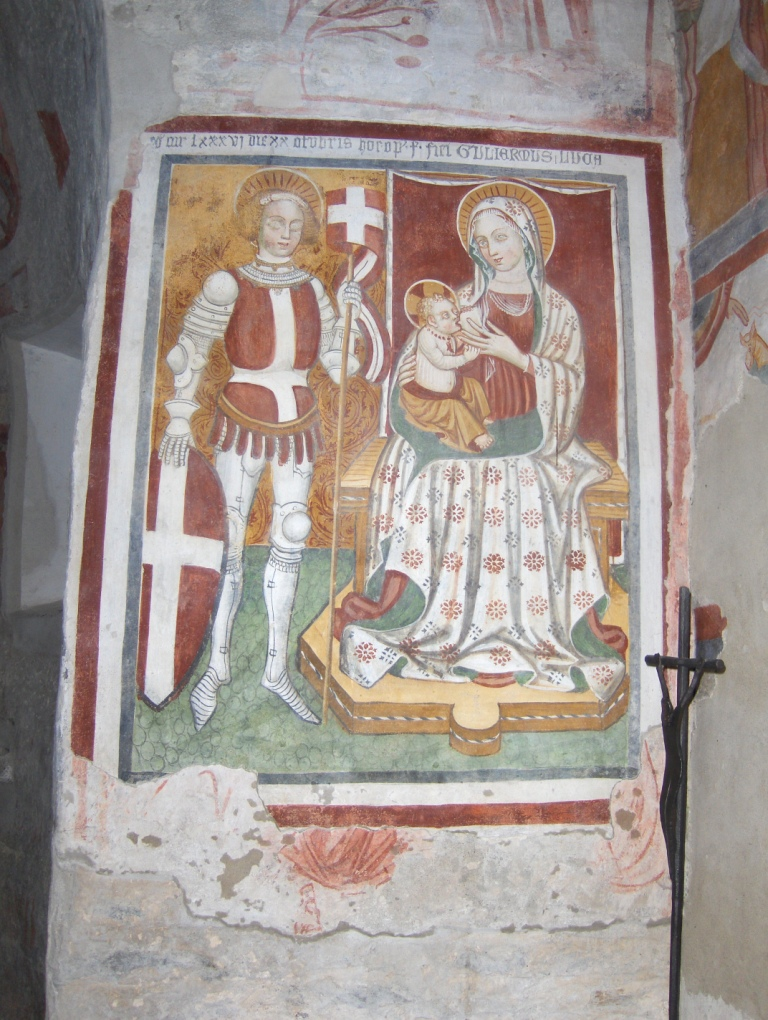
Vierge et l'Enfant avec Saint Constant du peintre Giovanni Mazzucco (1486)
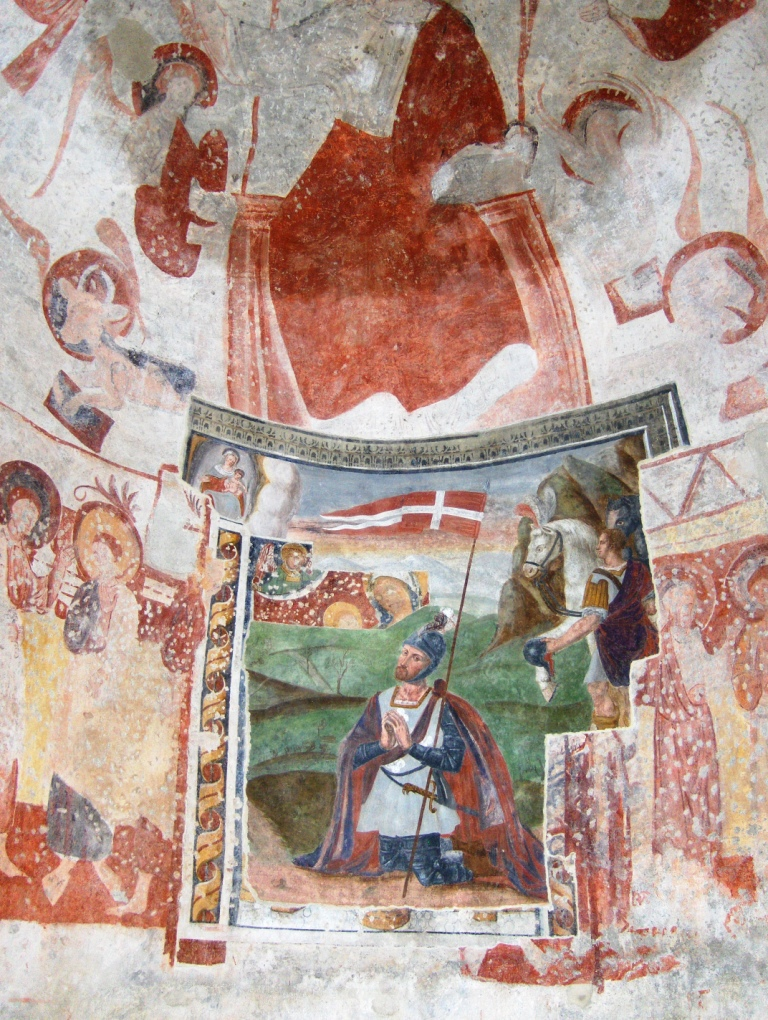
Fresques de l'abside principale avec, au centre Saint Maurice à genoux
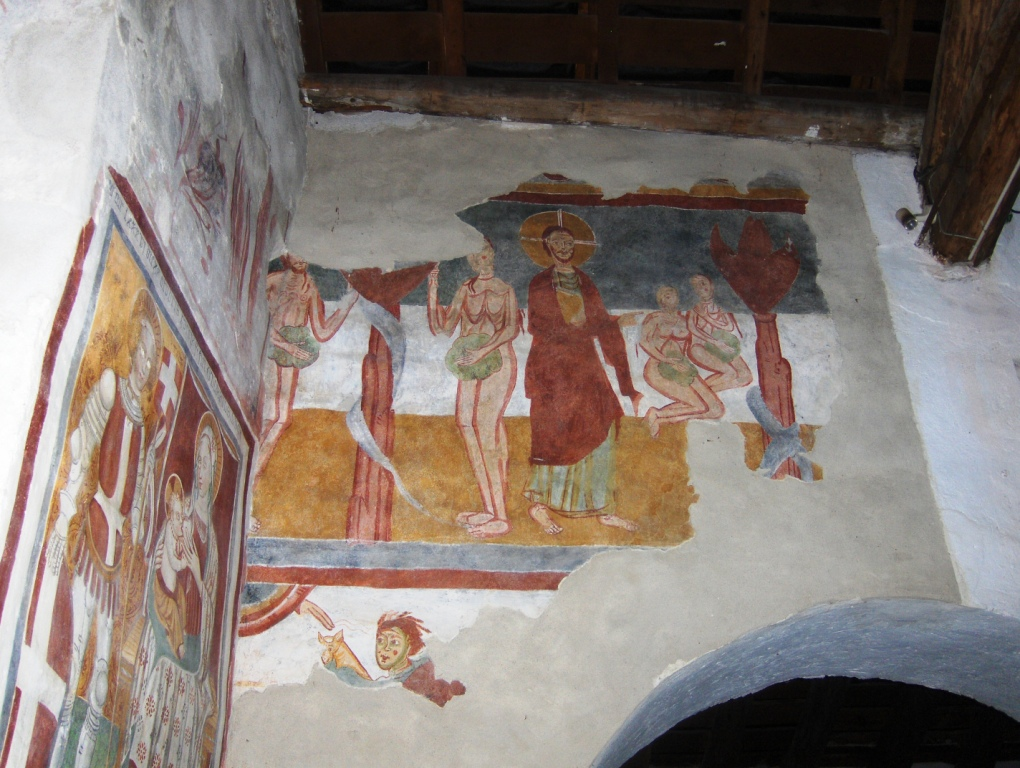
Fresques à droite de l'abside principale